# Johann Kaspar Kerll
Johann Caspar (ou Kaspar) Kerll est un compositeur et organiste allemand de la période baroque, né à Adorf/Vogtland le 9 avril 1627 et mort à Munich le 13 février 1693.

## Biographie
La famille de Kerll était luthérienne et originaire de Bohème ; au cours de la guerre de Trente Ans, ce pays ayant été reconquis au catholicisme, elle le quitta pour s'installer en Saxe où naquit Johann Kaspar. Il était le fils de Caspar Kerll et de son épouse, Catharina Hendel. Il étudia probablement d'abord avec son père qui était organiste, puis à Vienne avec Giovanni Valentini.
Il est envoyé en Italie par l'empereur Ferdinand III pour s'y perfectionner auprès de Giacomo Carissimi et Girolamo Frescobaldi, probablement à la même époque que Johann Jacob Froberger : leur rencontre à cette époque est vraisemblable sinon avérée. Comme ce dernier, il se convertit au catholicisme pour pouvoir se rendre à Rome, où il entre en contact avec le savant jésuite Athanasius Kircher.
Kerll séjourne à Bruxelles, appelé par Léopold-Guillaume de Habsbourg, gouverneur des Pays-Bas et propre frère de l'Empereur. En 1649-1650, on le trouve à Dresde en compagnie de Froberger. En 1656 il est nommé maître de chapelle de la Cour de l'Électeur de Bavière à Munich et ce, jusqu'en 1674. Il se marie deux fois ; sa première épouse lui donne huit enfants et meurt en 1679 ; il se remarie quelques années plus tard et est anobli en 1664. Ensuite, il s'installe à Vienne ou il devient organiste à la cathédrale Saint-Étienne où Johann Pachelbel aurait été son assistant, et à la Cour impériale. À partir de 1684, il passe la plus grande partie de son temps à Munich.

## Œuvres
Kerll a été, en son temps, un des musiciens allemands les plus célèbres. On sait, par le témoignage du second fils de Johann Sebastian Bach, Carl Philipp Emanuel, que celui-ci avait en haute estime la musique de Kerll, pour l'avoir recopiée et étudiée. Ce qui en a été conservé témoigne d'un musicien de talent. Haendel a réutilisé le thème d'une de ses canzone pour son oratorio Israel in Egypt. Il a été aussi un organiste et un professeur réputé : parmi ses élèves on trouve Bernardo Pasquini, peut-être Johann Joseph Fux.
Son œuvre, éparse dans de nombreux manuscrits et dont certaines pièces ont été éditées, comprend des messes (3 volumes), diverses pièces de musique vocale religieuse dont un Requiem (deux volumes) ainsi que de la musique instrumentale pour l'orgue, le clavecin, les instruments à cordes. Il a également composé quelques opéras qui eurent du succès, mais seuls des livrets nous en sont parvenus. Beaucoup d'ouvrages sont probablement perdus.

### Œuvres pour clavier
- 8 Toccatas
- 6 Canzones
- Capriccio sopra il Cucu
- Battaglia (aussi attribuée à Cabanilles)
- Ciaccona
- Passacaglia
- 4 Suites (Ré Majeur, Fa Majeur, la mineur, Sol Majeur)
- Ricercata
- Modulatio Organica super Magnificat octo ecclesiasticis tonis respondens, 56 versets sur le Magnificat, (Munich, 1686)
- Un Requiem

## Discographie
- « Scaramuza » : Kerll & Valentini, Organ works by pupil & teacher - Léon Berben - CD Aeolus 2004
- Sämtliche freie Orgelwerke / Complete free Organ Works - Joseph Kelemen - CD Oehms Classics 2005

## Partitions gratuites
- « Kerll, Johann Caspar » (partitions libres de droits), sur l'IMSLP